# Kazimierz Wachowski

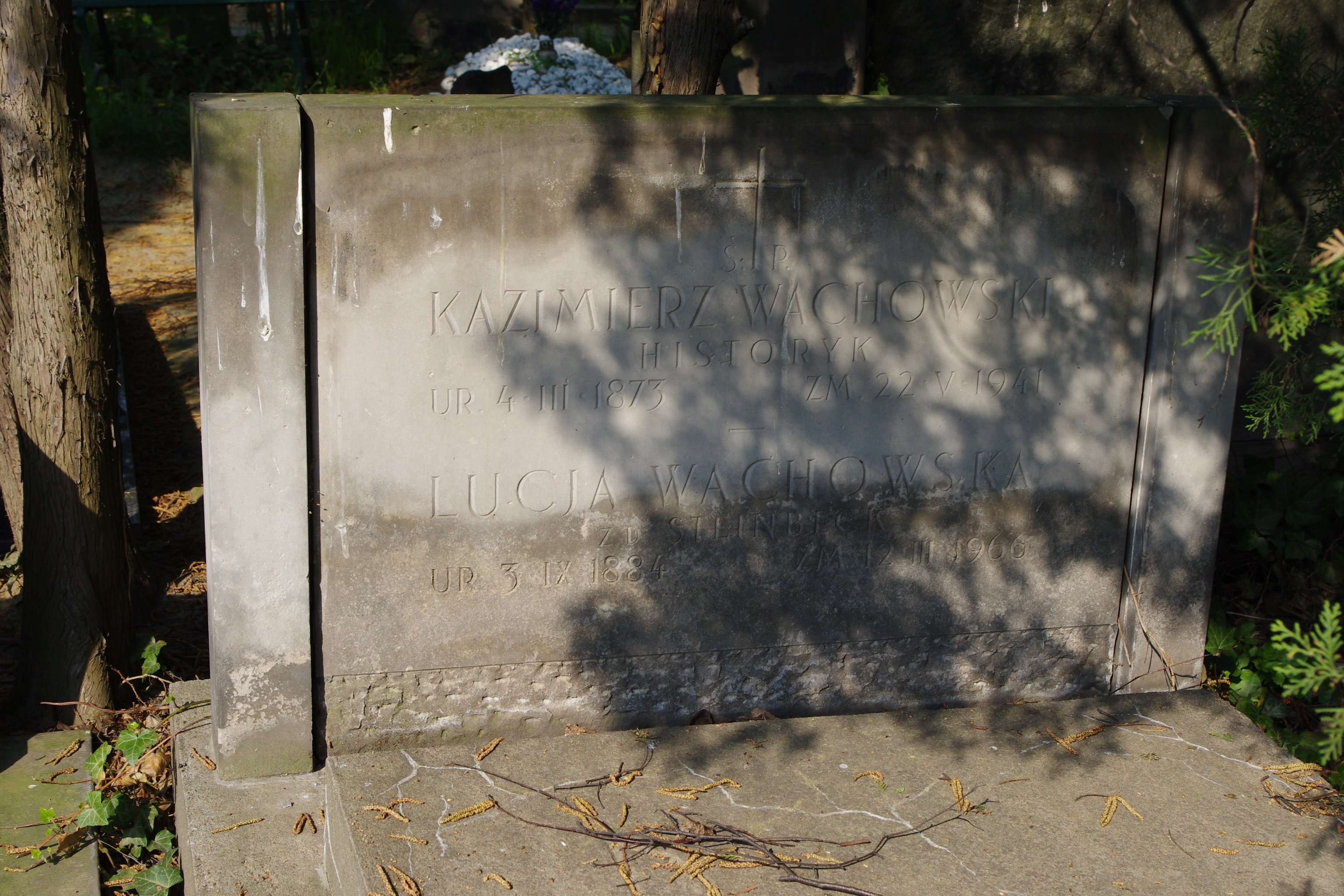
Grób historyka Kazimierza Wachowskiego na Cmentarzu ewangelicko-reformowanym w Warszawie

Kazimierz Wachowski (ur. 4 marca 1873 w Warszawie, zm. 22 maja 1941) − polski historyk, nauczyciel gimnazjalny, członek Towarzystwa Naukowego Warszawskiego.
Studiował na uniwersytecie berlińskim, na którym zetknął się z Aleksandrem Brücknerem. Po zakończeniu studiów opublikował w 1903 tom I książki Słowiańszczyzna zachodnia — studya historyczne (drugi tom studiów nigdy nie powstał). W latach 1905–1919 był zatrudniony jako nauczyciel w gimnazjum. Następnie, krótko, w latach 1919–1921 był dyrektorem nauk polonistycznych na kursach dla oficerów, a następnie ponownie wrócił na posadę nauczyciela gimnazjalnego, którym był aż do śmierci.
Od 19 stycznia 1908 członek Wydziału Nauk Antropologicznych, Społecznych, Historii i Filozofii Towarzystwa Naukowego Warszawskiego, uczestnik prac tamtejszej komisji historycznej. Zajmował się głównie warszawskimi archiwami cechowymi, które to prace podsumował dwoma odczytami: w 1910 — O archiwum krawców w Warszawie a w 1911 — O dziejach cechu krawców w Warszawie. W znacznie mniej czynnym stopniu uczestniczył w pracach nad Kodeksem miasta Warszawy, do której to działalności również został wytypowany. Tuż przed wybuchem I wojny światowej, w 1914, opublikował jeszcze dwie prace dotyczące stosunków polsko-skandynawskich: Jomsborg — Normannowie wobec Polski w wieku X i Olaf Tryggwason na Pomorzu — Normannowie wobec Polski w wieku X.
Zamierzał opracować również teksty źródłowe do dziejów Słowiańszczyzny od Herodota, której to pracy nigdy jednak nie ukończył, a zebrane materiały uległy zniszczeniu w czasie działań wojennych II wojny światowej.
Pochowany na cmentarzu ewangelicko-reformowanym w Warszawie (kwatera W-2-16).

## Pisma
- Słowiańszczyzna Zachodnia : studya historyczne, tom I, Warszawa 1902 (wyd. II 1950; wyd. III 2000)
- Wypisy historyczne ilustrowane dla użytku młodzieży przy nauczaniu dziejów powszechnych. Historya starożytna, tom I (wraz z Justyną Jastrzębską), Warszawa 1912
- Jomsborg (Normannowie wobec Polski w w. X) : studyum historyczne, Warszawa 1914
- Olaf Tryggwason na Pomorzu (Normannowie wobec Polski w w. X), Sprawozdania z posiedzeń T. N. W. 7, Warszawa 1914
- Norwegowie na Pomorzu za Mieszka I, „Kwartalnik Historyczny”, z. 2-4 (1931), s. 181-210